# Ahmed al-Wahaibi
Ahmed Nasser al-Wahaibi (* 25. August 1987) ist ein ehemaliger omanischer Leichtathlet, der sich auf den Sprint spezialisiert hat.

## Sportliche Laufbahn
Erste internationale Erfahrungen sammelte Ahmed al-Wahaibi vermutlich im Jahr 2005, als er bei den erstmals ausgetragenen Islamic Solidarity Games in Mekka mit der omanischen 4-mal-100-Meter-Staffel in 40,13 s die Silbermedaille hinter dem Team aus Saudi-Arabien gewann. Im Jahr darauf gewann er bei den Juniorenasienmeisterschaften in Macau in 40,56 s die Silbermedaille mit der Staffel und sicherte sich bei den Arabischen Juniorenmeisterschaften in Kairo in 10,68 s die Bronzemedaille im 100-Meter-Lauf sowie in 47,55 s auch über 400 Meter. 2008 kam er bei den Hallenasienmeisterschaften in Doha mit 49,49 s nicht über den Vorlauf über 400 Meter hinaus und 2010 verpasste er bei Hallenasienmeisterschaften in Teheran mit 50,21 s ebenfalls den Finaleinzug im 400-Meter-Lauf. Zudem schied er bei den Westasienmeisterschaften in Aleppo mit 48,80 s im Vorlauf aus. Daraufhin beendete er seine aktive sportliche Karriere im Alter von 23 Jahren.
2009 wurde al-Wahaibi omanischer Meister im 400-Meter-Lauf.

## Persönliche Bestzeiten
- 100 Meter: 10,67 s (+1,1 m/s), 1. November 2006 in Kairo
- 400 Meter: 47,55 s, 2. November 2006 in Kairo
  - 400 Meter (Halle): 49,49 s, 14. Februar 2008 in Doha